# 葉清臣

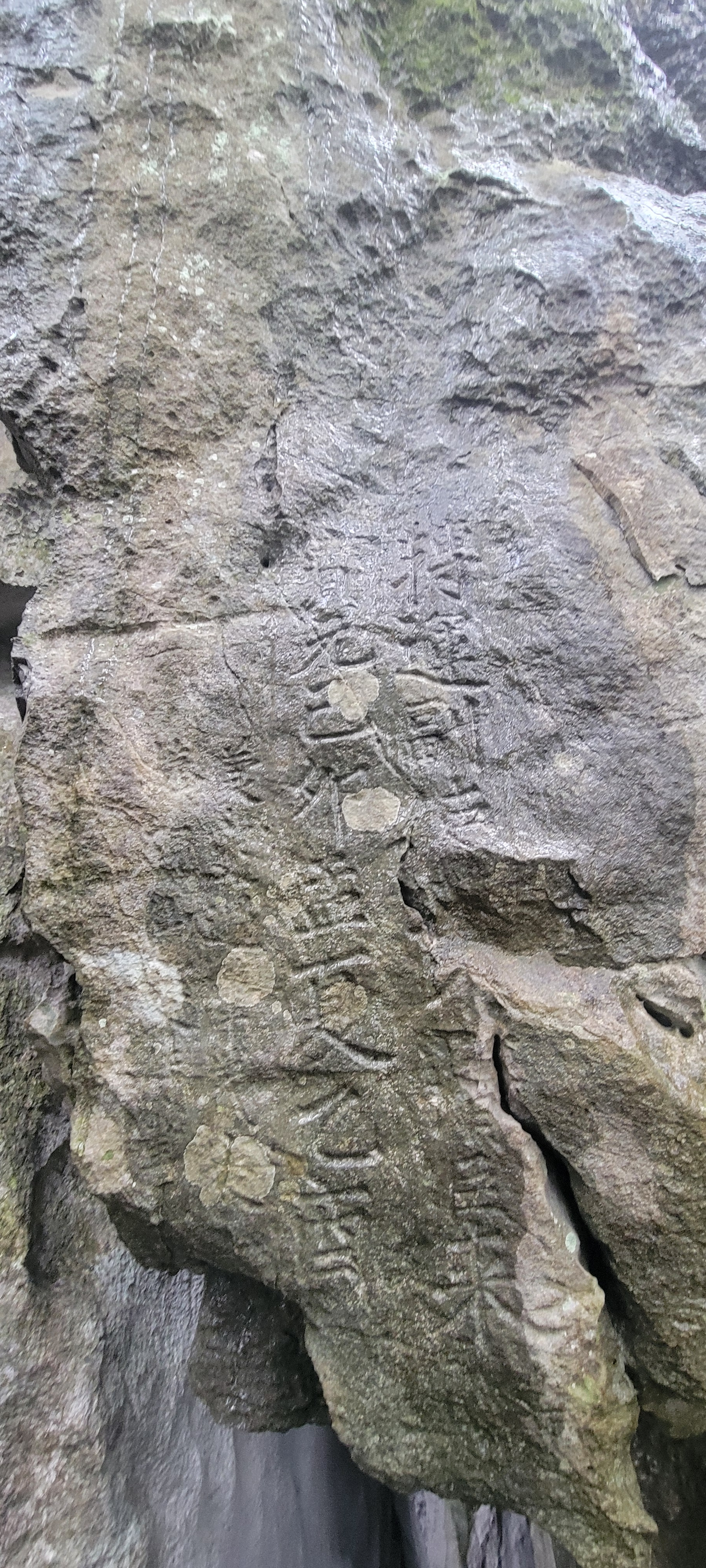
葉清臣於寶元己卯年（1039）孟夏在杭州下天竺寺後的山坡上的題名。

葉清臣（1000年—1049年），字道卿，號本元。宋代長洲人。
父葉參，官光祿卿，曹奇是他的堂兄。好學而善作文，天聖二年舉劉筠奇試，作《雲瑞紀官賦》，名列第二。歷官兩浙轉運副使、翰林學士。寶元元年游雁蕩山，題名於靈峰雪洞。有子葉增、葉圻、葉均。